# Yandex Sans
Yandex Sans — шрифтовая гарнитура компании «Яндекс». Была представлена 23 апреля 2016 года.

## Разработка
Создать свой собственный шрифт компанию Яндекс побудили дороговизна лицензий за использование сторонних решений, а также недостаточная «кириллизация» многих западных шрифтов. До того в Яндексе использовали шрифты Arial и Textbook New, поэтому на начальной стадии метрически Yandex Sans соответствовал размерам Arial, чтобы не нарушилась вёрстка страниц на сайтах.
Работа над проектом велась 2,5 года международной командой, в которую входили дизайнеры Илья Рудерман (преподаватель Британской высшей школы дизайна, автор шрифта для журнала «Афиша»), Кристиан Шварц (сотрудничал с Font Bureau, автор шрифтов для Esquire, Deutsche Bahn и The Guardian) и Мигель Рейес. Хинтингом и сборкой шрифтов занимался Марк Рекорд.
Со стороны Яндекса участвовали Ирина Волошина, Тарас Шаров, Данил Ковчий и Сергей Фёдоров, Стас Поляков, Иван Семенов, Андрей Кармацкий, Михаил Мильников, Роман Искандаров, Андрей Лось, Анастасия Ларкина, Сергей Томилов, Никита Бровиков, Дмитрий Середа, Александр Володин.
Шрифт был представлен на Я.Субботнике для дизайнеров 23 апреля 2016 года. По состоянию на момент анонса шрифт не находился в открытом доступе и использовался лишь в оболочке Яндекса для Android — Yandex.Launcher и на странице «О компании».
На основе шрифта «Яндекс Санс» в 2016 году было выполнено обновление логотипа Яндекса.